# MySims Party
MySims Party è il terzo videogioco uscito per console Nintendo Wii e Nintendo DS, della serie MySims, in cui il giocatore crea il proprio alter ego (sempre in grafica da MySims). Il gioco è molto simile a Mario Party, Rayman Raving Rabbids, e Crash Bash.

## Trama
Lo scopo del giocatore è quello di iscriversi ai festival e vincerli, portando persone nuove in città. I giocatori devono raccogliere punti durante i minigames presenti nei festival per guadagnare nuovi personaggi e monumenti e ritornare ai personaggi praticabili, raccogliendo nuovi dati ed attrezzature per il loro Sim. Come la popolazione della città aumenta, nuove aree si aprono.